# Hans Gruhne
Hans Gruhne (Berlino, 5 agosto 1988) è un canottiere tedesco, vincitore della medaglia d'oro nel 4 di coppia a Rio de Janeiro 2016.

## Palmarès
- Giochi olimpici

Rio de Janeiro 2016: oro nel 4 di coppia.
- Campionati del mondo di canottaggio

Monaco di Baviera 2007: bronzo nel 4 di coppia.
Bled 2011: argento nel 2 di coppia.
Aiguebelette-le-Lac 2015: oro nel 4 di coppia.
- Campionati europei di canottaggio

Belgrado 2014: bronzo nel 2 di coppia.